# Фатеев, Ефим Михайлович
Ефим Михайлович Фатеев (02.02.1890-18.09.1965) — советский учёный в области ветротехники, член-корреспондент ВАСХНИЛ (1956).

## Биография
Родился в д. Мысловщина Смоленского уезда Смоленской губернии. Окончил Московский механический институт им. М. В. Ломоносова (1924).
- 1925—1930 старший инженер Центрального аэрогидродинамического института (ЦАГИ);
- 1930—1936 старший инженер Центрального ветроэнергетического института;
- 1936—1957 руководитель лаборатории ВНИИ механизации сельского хозяйства;
- 1957—1965 руководитель лаборатории ВНИИ электрификации сельского хозяйства.

Разработчик теоретических и практических основ рациональной эксплуатации ветродвигателей и ветровых установок различного назначения. Разработал принципы агрегатирования ветродвигателей с с.-х. машинами. Автор ряда конструкций ветродвигателей.
Доктор технических наук (1948), профессор (1950), член-корреспондент ВАСХНИЛ (1956).

## Награды
Награждён орденами Ленина (1949), «Знак Почёта» (1949) и медалями «За доблестный труд в Великой Отечественной войне 1941—1945 гг.» (1946), «В память 800-летия Москвы» (1948).

## Публикации
Автор (соавтор) около 60 научных трудов, в том числе 33 книг и брошюр (из них 3 учебника), 5 изобретений.
Сочинения:
- Ветродвигатели в сельском хозяйстве. — М.: Сельхозгиз, 1948. — 171 с.
- Ветродвигатели и ветроустановки: учеб. пособие для ин-тов и фак. механизации и электрификации сел. хоз-ва. — 2-е перераб. изд. — М.: Сельхозгиз, 1957. — 535 с.
- Методика определения параметров ветроэнергетических расчетов ветросиловых установок. — М.: Изд-во АН СССР, 1957. — 85 с.
- Ветродвигатели и их применение в сельском хозяйстве: пособие для преподавателей и мастеров произв. обучения сел. проф.-техн. училищ. — 3-е доп. и перераб. изд. — М.: Машгиз, 1962. — 247 с.